# Perianiki
I Parianiki erano la guardia personale del principe nel Montenegro. Prima del 1898 erano la sola forza permanente dell'esercito montenegrino. Nel 1913 raggiungevano il numero di centotrenta unità a piedi e a cavallo.